# I з крапкою
İ, i (I з крапкою) — літера розширеної латинки. Використовується в турецькій, азербайджанській, казахській латинській та кримськотатарській латинській алфавітах; позначає звук [i], подібний до української «і».
У цих алфавітах I з крапкою протиставляється I без крапки (I, ı), яка позначає звук, подібний до української «и», яка зберігає крапку в великому написанні.
На відміну від більшості латинських мов, де малим еквівалентом I (без крапки) є i (з крапкою), турецька та азербайджанська використовують пару I — ı для звуки [ɯ] (і пари İ — i для звуків [i]).